# Academia de Ciências da Prússia
A Academia de Ciências da Prússia (em alemão: Königlich-Preußische Akademie der Wissenschaften) foi fundada em 11 de julho de 1700 em Berlim, inicialmente denominada Kurfürstlich-Brandenburgische Societät der Wissenschaften, pelo então príncipe eleitor (em alemão: Kurfürst) Frederico III, depois da coroação em 1701 Frederico I da Prússia. Gottfried Leibniz, que planejou a academia, foi nomeado seu primeiro presidente.

## História até 1945
Após a coroação de Frederico I da Prússia, em 1701, a academia passou a ser denominada Königlich Preußische Sozietät der Wissenschaften. Diferentemente de outras academias, até 1809 a Academia de Ciências da Prússia não foi financiada pelo estado. Para sua sobrevivência financeira Leibniz propôs, com a anuição de Frederico, o monopólio da academia sobre a produção e venda do calendário de Brandemburgo. Um estatuto para academia somente foi obtido em 1710. Um ano após ocorreu a abertura oficial da academia. O estatuto estabeleceu a divisão dos membros da academia em quatro classes, duas de ciências naturais e duas de ciências humanas.
Enquanto outras academias, como por exemplo a Royal Society de Londres ou a Académie des Sciences e a Academia Francesa de Paris, se limitavam a determinadas áreas científicas, a academia da Prússia foi a primeira na qual as ciências naturais e humanas foram igualmente contempladas desde o início. A divisão em classes introduzida pela primeira vez na Academia Prussiana serviu de exemplo na fundação de outras academias. De 1710 a 1830 houve na academia duas classes para ciências naturais e matemática bem como duas classes para ciências humanas. De 1830 a 1945 existiram somente duas classes, a classe de física-matemática e a classe filosófico-histórica. As classes e o plenário, onde os membros da academia se reuniam para aconselhamento científico, eram os grêmios decisórios da Academia de Ciências da Prússia.
Sob a regência de Frederico II da Prússia ocorreu a primeira grande reorganização da academia. No começo de 1744 a antiga Sozietät der Wissenschaften foi unida à Nouvelle Société Littéraire, fundada em Berlim em 1743, com o nome de Königliche Akademie der Wissenschaften. O estatuto de 24 de janeiro de 1744 trouxe como novidade o estabelecimento concurso público de tarefas premiatórias pela academia. As tarefas premiatórias das academias europeias consistiam, pelo menos no século XVIII, no discurso público da "République des Lettres". Com as tarefas premiatórias as academias atacavam problemas científicos ainda não resolvidos em seu tempo, incentivando assim deste modo o desenvolvimento científico. Dentre aqueles que enviaram propostas de premiação à academia estão Jean le Rond d’Alembert, Johann Gottfried Herder e Immanuel Kant.
Sob Frederico II da Prússia a academia atingiu seu auge no século XVIII. Representantes de destaque das ciências naturais e humanas — como Leonhard Euler, Moisés Mendelssohn, Jean le Rond d’Alembert, Pierre Louis Maupertuis, Johann Theodor Eller, Andreas Sigismund Marggraf, Johann Heinrich Lambert, Joseph-Louis Lagrange, Franz Karl Achard, Voltaire, Montesquieu, Jean-Baptiste de Boyer, Marquis d’Argens, Julien Offray de La Mettrie, Denis Diderot, Gotthold Ephraim Lessing, Daniel Friedrich Sotzmann, Christoph Martin Wieland e Immanuel Kant — foram alguns de seus membros. No século XVIII a academia possuia instalações de pesquisa próprias (em 1709 o Observatório de Berlim; em 1717 o Anfiteatro Anatômico, a partir de 1723 o Collegium medico-chirurgicum; em 1718 o Jardim Botânico de Berlim; em 1753 o Laboratorium) e Gabinete de curiosidades científicas (gabinete de física; gabinete natural; herbário). Em consequência das profundas reorganizações da academia nos anos 1806 a 1812, encerradas com o estatuto de 24 de janeiro de 1812, a academia perdeu suas instalações científicas sucessivamente, que passaram para a recém fundada Universidade Friedrich-Wilhelm. Como nova forma principal de trabalhos científicos foram fundadas na academia desde 1815 empreendimentos cientificas, conduzidos por comitês acadêmicos presididos por um membro da academia. O trabalho nestes grandes empreendimentos foi executado não somente pelas comissões denominadas pelos membros da academia, mas também por cientistas contratados pela academia. Na academia surgiram mais de 50 empreendimentos científicos, dirigidos por comissões acadêmicas (dentre outros comissão para estudos clássicos greco-romanos, comissão de alemão, comissão oriental, comissão prussiana). Das comissões acadêmicas e dos postos de trabalho dos respectivos empreendimentos surgiram a partir de 1945 alguns institutos acadêmicos.
Na Alemanha Nazista também a academia foi estritamente controlada. Funcionários e membros judeus tiveram de abandonar a academia. Com o novo estatuto de 8 de junho de 1939 a academia passou a ser dirigida por um presidente, de acordo com o Führerprinzip, auxiliado diretamente por um vice-presidente, ambos os secretários de cada classe e o diretor.

## Sucessores a partir de 1946
Após o final da Segunda Guerra Mundial a academia ficou subordinada inicialmente ao senado de Berlim. Em 1 de julho de 1946 a academia foi reaberta pela administração militar soviética na Alemanha com a denominação Deutsche Akademie der Wissenschaften. Em 1972 sua denominação foi alterada para Academia de Ciências da Alemanha Oriental, que funcionava ao mesmo tempo como sociedade científica e também como organização de suporte de uma comunidade de pesquisas de institutos de investigação não universitários, comparável com o Instituto Max Planck.
Após a reunificação da Alemanha a Academia de Ciências da Alemanha Oriental foi dissolvida e foi constituída a nova Academia das Ciências de Berlim-Brandemburgo, de acordo com o tratado entre os estados de Berlim e Brandemburgo, de 21 de maio de 1992.
60 antigos membros da Academia de Ciências da Alemanha Oriental fundaram como instituição concorrente à Academia de Berlim-Brandemburgo a Sociedade Leibniz.